# Distretto di Balqaş
Il distretto di Balqaş (in kazako Балқаш ауданы?) è un distretto (audan) del Kazakistan con capoluogo Baqanas.